# Batu Putih (Südzentraltimor)
Batu Putih ist ein indonesischer Distrikt (Kecamatan) im Westen der Insel Timor.

## Geographie
| „Dorf“ (Desa) | Verwaltungssitz | Fläche    | Einwohner | Bevölkerungs- dichte |
| ------------- | --------------- | --------- | --------- | -------------------- |
| Oebobo        | Oebobo          | 16,60 km² | 2.900     | 175                  |
| Tupan         | Tupan           | 17,72 km² | 1.422     | 80                   |
| Boentuka      | Boentuka        | 11,83 km² | 1.841     | 156                  |
| Oehela        | Oehela          | 14,64 km² | 1.029     | 70                   |
| Tuakole       | Tuakole         | 10,55 km² | 892       | 85                   |
| Hane          | Hane            | 19,77 km² | 2.451     | 124                  |
| Benlutu       | Benlutu         | 11,22 km² | 2.242     | 200                  |

Der Distrikt befindet sich im Westen des Regierungsbezirks Südzentraltimor (Timor Tengah Selatan) der Provinz Ost-Nusa-Tenggara (Nusa Tenggara Timur). Im Nordwesten liegen die Distrikte Westmolo (Molo Barat) und Südmolo (Molo Selatan), im Osten Westamanuban (Amanuban Barat) und im Süden Südamanuban (Amanuban Selatan). Im Südwesten grenzt Batu Putih an den Regierungsbezirk Kupang mit dem Distrikt Takari.
Batu Putih hat eine Fläche von 102,33 km² und teilt sich in die sieben Desa Oebobo, Tupan, Boenuka, Oehaela, Tuakole, Hane und Benlutu. Die Desa teilen sich wiederum in insgesamt 23 Dusun (Unterdörfer). Der Verwaltungssitz befindet sich in Oebobo. Während Oebobo auf einer Meereshöhe von 103 m liegt, befindet sich Boentuka auf 487 m über dem Meer. Das tropische Klima teilt sich, wie sonst auch auf Timor, in eine Regen- und eine Trockenzeit, wobei Batu Putih sehr trocken ist. 2017 regnete es nur an 42 Tagen zwischen Januar und Mai. Die Jahresniederschlagsmenge betrug 929 Millimeter.

## Flora
Im Distrikt finden sich unter anderem Vorkommen von Lontarpalmen und Teak.

## Einwohner
2017 lebten in Batu Putih 12.777 Einwohner in 3.128 Haushalten. 6.442 waren Männer, 6.335 Frauen. Die Bevölkerungsdichte lag bei 124 Personen pro Quadratkilometer. Im Distrikt gibt es zwölf katholische und 38 protestantische Kirchen und Kapellen und eine Moschee.

## Wirtschaft, Infrastruktur und Verkehr
Die meisten Einwohner des Distrikts leben von der Landwirtschaft. Als Haustiere werden Rinder (4.901) Schweine (5.178) und Hühner (22.959) gehalten. Auf 1.659 Hektar wird Mais angebaut, auf 318 Hektar Reis, auf 20 Hektar Maniok, auf vier Hektar Süßkartoffeln, auf 15 Hektar Erdnüsse und auf sieben Hektar grüne Bohnen. Weitere landwirtschaftliche Produkte sind Knoblauch, Kartoffeln, Bohnen, Tomaten, Avocados, Mangos, Tangerinen, Orangen. Papayas, Bananen und Sirsak.
In Batu Putih gibt es 15 Grundschulen, drei Mittelschulen und zwei weiterführende Schulen. Zur medizinischen Versorgung stehen ein kommunales Gesundheitszentrum (Puskesmas) und sechs medizinische Versorgungszentren (Puskesmas Pembantu) zur Verfügung. Im Distrikt sind zwei Ärzte, 17 Hebammen und 14 Krankenschwestern ansässig.